# 안정기 (바둑 기사)
안정기(安正己, 1997년 7월 9일 ~ )는 대한민국의 바둑 기사이다.

## 약력
제20회 LG배 조선일보기왕전 16강에 올랐고 2015년 7월, 제2회 몽백합배 본선64강에서 승리함으로써 포인트를 얻어 입단했다. 2015년 10월 제1기 미래의 별 신예최강전 본선에 진출했고, 2016년 9월에 2단으로 승단했다. 2017년 KB국민은행 퓨처스리그와 바둑리그에 출전했고 크라운해태배 본선 32강에 올랐으며 3단으로 승단했다. 2018년 제3회 미래의 별 신예최강전에서 우승했고 4단으로 승단했다. 2019년 5단을 거쳐 2020년 6단으로 승단했다.